# Marco Richter
Marco Richter (wym.: [ˈmaɐ̯ko ˈʁɪçtɐ]; ur. 24 listopada 1997 we Friedbergu) – niemiecki piłkarz występujący na pozycji napastnika.

## Kariera
| Klub               | Sezon   | Liga                | Liga  | Liga | DFB-Pokal | DFB-Pokal | Inne  | Inne | Łącznie | Łącznie |
| Klub               | Sezon   | Poziom              | Mecze | Gole | Mecze     | Gole      | Mecze | Gole | Mecze   | Gole    |
| ------------------ | ------- | ------------------- | ----- | ---- | --------- | --------- | ----- | ---- | ------- | ------- |
| FC Augsburg II     | 2014–15 | Regionalliga Bayern | 1     | 1    | –         | –         | –     | –    | 1       | 1       |
| FC Augsburg II     | 2015–16 | Regionalliga Bayern | 18    | 7    | –         | –         | 2     | 0    | 20      | 7       |
| FC Augsburg II     | 2016–17 | Regionalliga Bayern | 27    | 23   | –         | –         | –     | –    | 27      | 23      |
| FC Augsburg II     | 2017–18 | Regionalliga Bayern | 14    | 9    | –         | –         | –     | –    | 14      | 9       |
| FC Augsburg II     | Łącznie | Łącznie             | 60    | 40   | –         | –         | 2     | 0    | 62      | 40      |
| FC Augsburg        | 2017–18 | Bundesliga          | 12    | 1    | 0         | 0         | –     | –    | 12      | 1       |
| FC Augsburg        | 2018–19 | Bundesliga          | 20    | 2    | 4         | 1         | –     | –    | 24      | 3       |
| FC Augsburg        | Łącznie | Łącznie             | 32    | 3    | 4         | 1         | 0     | 0    | 36      | 4       |
| Stan na 20.06.2019 |         |                     |       |      |           |           |       |      |         |         |